# Edwin Garrigues Boring
Pour les articles homonymes, voir Garrigues et Boring.
Edwin Garrigues Boring, né le 23 octobre 1886 à Philadelphie et mort le 1er juillet 1968  à Cambridge (Massachusetts), est un psychologue américain. Il est notamment connu pour ses travaux d'histoire de la psychologie et a publié plusieurs ouvrages qui ont longtemps fait référence :
- (en) E. G. Boring, Sensation and perception in the history of experimental psychology, Appleton-Century-Crofts, New York, 1942 ;
- (en) E. G. Boring, A history of experimental psychology, Prentice Hall, Englewood Cliffs (NJ), 1950, 2e éd.

## Biographie
Il est enterré au cimetière de Mount Auburn à Cambridge au Massachusetts.